# Eiji Tsuburaya
Eiji Tsuburaya (japanisch 円谷 英二 Tsuburaya Eiji; * 7. Juli 1901 in Sukagawa, Präfektur Fukushima, Japanisches Kaiserreich als Eiichi Tsumuraya 圓谷 英一 Tsumuraya Eiichi; † 25. Januar 1970 in Itō, Präfektur Shizuoka, Japan) war ein japanischer Spezialeffekte-Techniker, der als Verantwortlicher für Spezialeffekte an der Herstellung zahlreicher japanischer Science-Fiction-Filme beteiligt war. Er gehörte zum Team, das die Godzilla-Serien drehte, und ist der wichtigste Schöpfer von Ultraman.

## Leben

### Frühe Jahre und Kriegszeit
Er war der älteste Sohn von Isamu und Sei Tsumuraya. Seine Mutter starb, als er drei Jahre alt war, und sein Vater zog nach China, um sich dem Familienbetrieb zu widmen. Eiji wurde nunmehr von einem Onkel und der Großmutter väterlicherseits erzogen. Nach dem Abschluss der Mittelschule erhielt er von der Familie die Erlaubnis, eine Flieger-Ausbildung am Flughafen Haneda anzutreten, die er jedoch wegen des überraschenden Todes des Schulgründers im Jahre 1917 abbrechen musste.
1919 erhielt er seine erste Anstellung in der Filmindustrie in einer Firma in Kyoto, die später als Nikkatsu bekannt wurde. 1925 war er assistierender Kameramann in einem Film von Kinugasa Teinosuke. 1926 trat er in die Shochiku-Studios in Kyoto ein und wurde dort 1927 zu einem Vollzeit-Kameramann. Seinen ersten Film mit Spezialeffekten, Chohichiro Matsudaira, drehte er 1930. Im selben Jahr heiratete er Masano Araki, eine praktizierende Katholikin, mit der er drei Söhne hatte, und trat vom Nichiren-Buddhismus seiner Familie zum Katholizismus über.
Der legendäre Film King Kong von 1933 war für Eiji Tsuburaya ein Erweckungserlebnis. Nach seinem internationalen Erfolg mit Godzilla von 1954 sagte er: „Ich habe diesen Film nie vergessen. Ich sagte mir: ‚Eines Tages will ich auch so einen Monsterfilm machen.‘“
1938 wurde er Verantwortlicher für Spezialeffekte im Toho-Studio in Tokio und errichtete dort 1939 eine eigene Abteilung für Spezialeffekte.
In der Kriegszeit (Zweiter Japanisch-Chinesischer Krieg und Zweiter Weltkrieg – Pazifikkrieg) drehte er für Toho einige Propagandafilme mit Spezialeffekten. Während der Besatzungszeit in Japan nach dem Zweiten Weltkrieg erwies sich diese Mitwirkung einige Zeit als hinderlich für die Arbeitssuche. Mit einer eigens aufgebauten Firma (heute: Tsuburaya Production) wirkte er an Filmen für andere Studios mit und kehrte dann in den frühen 1950er Jahren zu Toho zurück.

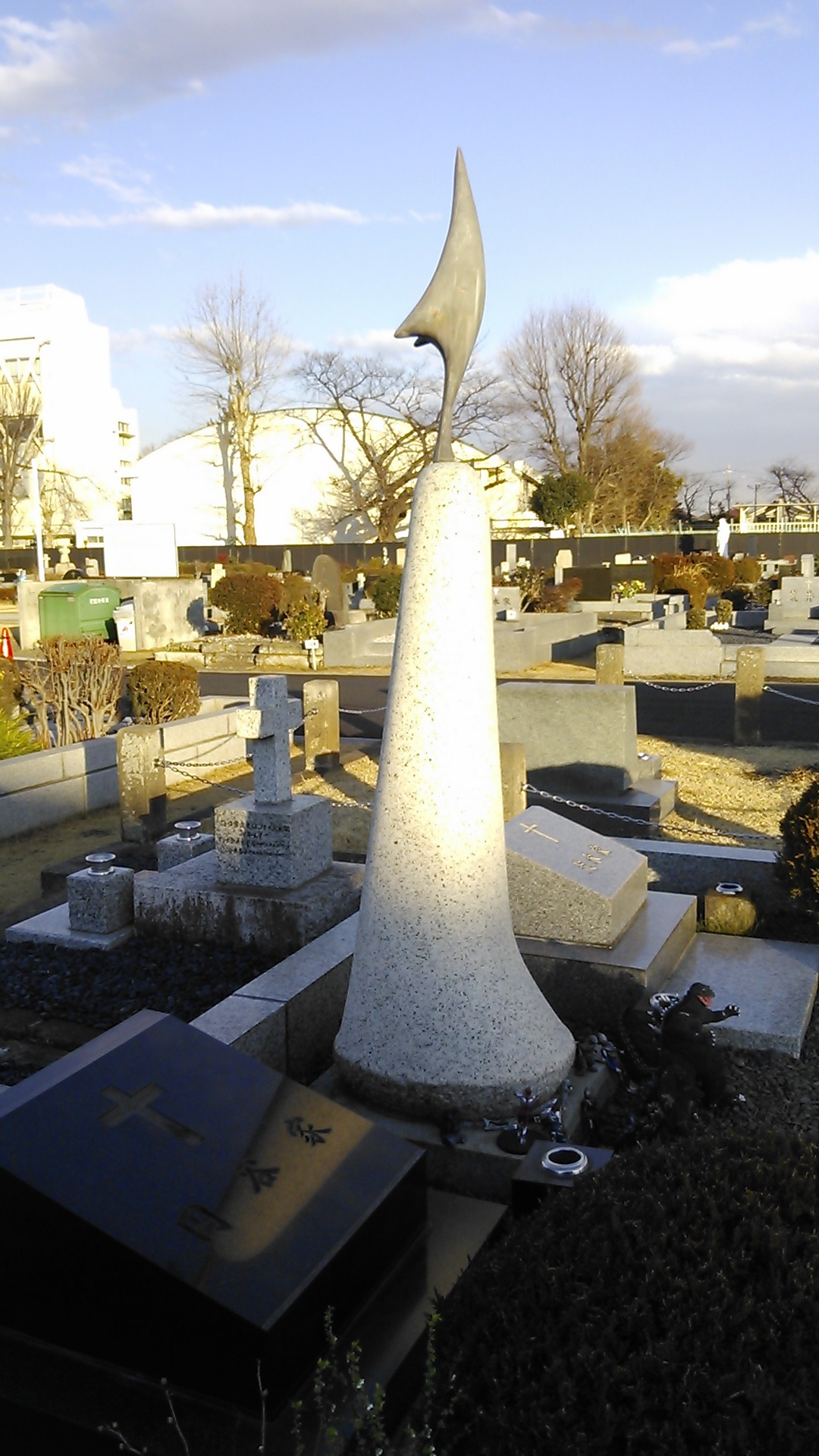
Eiji Tsuburayas Grab in Fuchū

### Karriere bei Toho
Als Leiter der Abteilung für Spezialeffekte bei Toho, die er 1939 gegründet hatte, war Tsuburaya Vorgesetzter von etwa 60 Handwerkern, Technikern und Kameraleuten. Hier wurde er zusammen mit dem Regisseur Ishirō Honda und dem Produzenten Tomoyuki Tanaka Teil des Teams, das 1954 den ersten Godzilla-Film drehte und von der Werbeabteilung der Filmgesellschaft als Goldenes Trio bezeichnet wurde. Für diesen Film wurde Tsuburaya mit einem Filmpreis für beste Technik ausgezeichnet.
Im Gegensatz zur Stop-Motion-Technik, die von Willis O’Brien für seinen berühmten Film "King Kong" von 1933 verwendet wurde, arbeitete Tsuburaya mit einem Mann in einem Gummikostüm, um seine riesigen Monstereffekte zu erzielen. Diese Technik trägt heute den Namen Suitmation und wird allgemein mit japanischen Kaijū-Filmen in Verbindung gebracht.
Nach dem außergewöhnlichen Erfolg von Godzilla ließ Toho weitere Science-Fiction-Filme mit neuen Monstern drehen und setzte die Godzilla-Serie fort. Am erfolgreichsten waren dabei die Filme, in denen das Goldene Trio sowie das vierte Teammitglied, der Komponist Akira Ifukube, mitwirkten. Tsuburaya erarbeitete auch die Spezialeffekte für Horrorfilme wie Das Grauen schleicht durch Tokio (1958).
Tsuburaya blieb seiner Firma Toho bis zu seinem Tod im Jahre 1970 treu. Er starb während eines Urlaubaufenthalts in der Präfektur Shizuoka an einem Herzinfarkt.

## Filmografie (Auswahl)
- 1937: Die Tochter des Samurai
- 1954: Samurai (Miyamoto Musashi)
- 1954: Godzilla (Gojira)
- 1955: Godzilla kehrt zurück (Gojira no gyakushū)
- 1956: Rodan (Sora no Daikaiju Radon)
- 1957: Weltraumbestien (Chikyu Boeigun)
- 1958: Das Grauen schleicht durch Tokio (Bijo to Ekitai Ningen)
- 1958: Varan – Das Monster aus der Urzeit (Daikaijū Baran)
- 1959: The Birth of Japan (Nihon Tanjo)
- 1959: Krieg im Weltenraum (Uchu Daisenso)
- 1961: The Tale of Osaka Castle (Osakajo Monogatari)
- 1961: Mothra bedroht die Welt (Mosura)
- 1961: Todesstrahlen aus dem Weltall (Sekai Daisenso)
- 1962: 47 Ronin (Chushingura: Hana no Maki-Yuki no Maki)
- 1962: UFOs zerstören die Erde (Yosei Gorasu)
- 1962: Die Rückkehr des King Kong (Kingu Kongu tai Gojira)
- 1963: Matango (Matango)
- 1963: U 2000 – Tauchfahrt des Grauens (Kaitei Gunkan)
- 1964: Godzilla und die Urweltraupen (Mosura tai Gojira)
- 1964: X 3000 – Fantome gegen Gangster (Uchu Daikaiju Dogora)
- 1964: Frankensteins Monster im Kampf gegen Ghidorah (San daikaijū: Chikyū saidai no kessen)
- 1965: Frankenstein – Der Schrecken mit dem Affengesicht (Furankenshutain tai chitei kaijû Baragon)
- 1965: Befehl aus dem Dunkel (Kaijū daisensō)
- 1966: Ultra Q (Urutora Q, Fernsehserie)
- 1966: Ultraman (Urutoraman, Fernsehserie)
- 1966: Frankenstein – Zweikampf der Giganten (Furankenshutain no Kaiju Sanda tai Gaira)
- 1966: Frankenstein und die Ungeheuer aus dem Meer (Gojira, Ebira, Mosura: Nankai no Daikettō)
- 1967: King Kong – Frankensteins Sohn (Kingu Kongu no gyakushū)
- 1967: UltraSeven (Urutorasebun, Fernsehserie)
- 1967: Frankensteins Monster jagen Godzillas Sohn (Kaijūtō no kessen: Gojira no musuko)
- 1968: Frankenstein und die Monster aus dem All (Kaijū Sōshingeki)
- 1968: S.R.I. und die unheimlichen Fälle (Kaiki daisakusen, Fernsehserie)
- 1969: U 4000 – Panik unter dem Ozean (Ido Zero Daisakusen)
- 1969: Godzilla – Attack All Monsters (Gojira, Minira, Gabara: All Kaijū Daishingeki)